# Asphaera abdominalis
Asphaera abdominalis är en skalbaggsart som först beskrevs av Louis Alexandre Auguste Chevrolat 1835.  Asphaera abdominalis ingår i släktet Asphaera och familjen bladbaggar. Inga underarter finns listade i Catalogue of Life.